# Guida in stato di ebbrezza
La guida in stato di ebbrezza è un reato previsto dall'ordinamento giuridico italiano agli articoli 186 e 187 del Codice della strada, di competenza del Tribunale monocratico.
Con una serie di modifiche, tra cui la legge n. 125 del 24 luglio 2008 e la legge n. 120 del 29 luglio 2010, le sanzioni previste sono state inasprite.
La Direttiva 2015/653/UE, in vigore da maggio 2015, impone agli Stati membri di adottare nelle patenti di guida un codice restrittivo, che limita la possibilità di guida a veicoli con alcolock, con l'indicazione facoltativa di una data di scadenza del limite (comunque da confermare a ogni rinnovo della patente). 

Gli Stati membri hanno facoltà di scegliere se questa limitazione segua determinate violazioni al Codice della Strada, come appunto la guida in stato di ebbrezza, oppure si applichi in via preventiva ai neopatentati per determinati tipi di veicoli.

Il Terzo Piano UE per la sicurezza stradale prevede, fra i vari obbiettivi, l'estensione obbligatoria ai veicoli commerciali di limitatori di velocità, alcolock e "scatole nere".

## Tasso alcolemico e sanzioni
- In caso di accertamento di un tasso alcolemico superiore a 0,5 e non superiore a 0,8 grammi per litro, sono previste due sanzioni amministrative, il pagamento di una somma da euro 532 a euro 2 127 e la sospensione della patente di guida da tre a sei mesi;[1]
- In caso di accertamento di un tasso alcolemico superiore a 0,8 e non superiore a 1,5 grammi per litro, le sanzioni sono l'ammenda da euro 800 a euro 3 200, l'arresto fino a sei mesi e la sospensione della patente di guida da sei mesi a un anno;[2] in più, l'obbligo di visite mediche.
- In caso di accertamento di un tasso alcolemico superiore a 1,5 grammi per litro, le sanzioni sono l'ammenda da euro 1 500 a euro 6 000, l'arresto da sei mesi a un anno e la sospensione della patente da uno a due anni. Inoltre il veicolo utilizzato al momento del reato è soggetto a confisca amministrativa se appartiene al guidatore in stato di ebbrezza. Invece se chi guida in stato di ebbrezza è persona diversa dal proprietario, al guidatore viene sospesa la patente per un periodo da due a quattro anni. Se si compie questo reato per due volte in un biennio la patente di guida viene revocata.[3]

Il legislatore ha previsto un inasprimento delle sanzioni per far fronte all'enorme numero di incidenti stradali causati dall'alcol: un incidente su quattro, infatti, può essere, direttamente o indirettamente, causato dall'abuso di sostanze alcoliche.
La legge prevede inoltre che, in caso di omicidio colposo conseguente a un incidente stradale, lo stato di ebbrezza del guidatore costituisce un'aggravante.
In caso di incidente stradale le pene di cui sopra sono raddoppiate, ed è disposto il fermo amministrativo del veicolo per centottanta giorni, salvo che il veicolo appartenga a persona estranea all'illecito.
In passato il caso di cui alla lettera a) dell'art. 186 C.d.S. - tasso alcolico inferiore a 0,8 g/L - era considerato reato, che era possibile estinguere mediante il pagamento di 1/3 del massimo dell'ammenda, oggi con l'approvazione delle modificazioni al codice della strada, la prima fascia (0,50-0,80 g/L) è stata depenalizzata a illecito amministrativo.
Rifiutandosi di eseguire l'accertamento si subiscono le conseguenze del caso in cui si guida con un tasso alcolemico superiore a 1,5 g/L, ma la patente viene sospesa per un periodo da sei mesi a due anni.
Chiunque guidi in stato di ebbrezza è obbligato dal Prefetto a sottoporsi a visita medica. A chi non esegue l'ordine viene sospesa la patente finché non si sottopone alla visita medica. Anche nel caso di tasso alcolemico superiore a 1,5 g/L il Prefetto ordina la sospensione della patente fino all'esito della visita medica. 
L'accertamento sanitario viene svolto da una commissione medica presso la ASL e di norma consiste in una valutazione anamnestica e nell'esibire recenti esami clinici (anamnestico del proprio curante, eventuale relazione del SerD o del NOA) e laboratoristici che indicano le attitudini al consumo recente e pregresso di alcol (etilglucuronide su matrice pilifera, CDT%, emocromocitometrico con formula, AST, ALT, gamma GT, elettroforesi sieroproteica). La CML deciderà il periodo di idoneità alla guida potendo calendarizzare a discrezione le opportune revisioni. Avverso la decisione della commissione è possibile fare ricorso al gabinetto medico di RFI.
La pena detentiva può essere sostituita da lavori socialmente utili, che, se svolti positivamente, fanno estinguere il reato, revocare la confisca dell'autovettura e dimezzare il periodo di sospensione della patente.

### Neopatentati e conducenti professionali
Non possono guidare dopo aver assunto sostanze alcoliche (in nessuna misura):
1. I conducenti con età inferiore a 21 anni;
2. I neopatentati (primi tre anni dal conseguimento della patente di guida);
3. I conducenti professionali, nell'ambito della loro attività (autisti di autobus, taxi, NCC, autoarticolati, autosnodati, autocarri con massa a pieno carico superiore a 3,5 t e complessi di veicoli con massa complessiva superiore a 3,5 t).

Per queste categorie, in caso di accertamento di un valore corrispondente a un tasso alcolemico non superiore a 0,5 g/L, è prevista una sanzione da 155 a 624 euro e la decurtazione di 5 punti sulla patente; nei casi più gravi, tasso superiore a 0,5 g/L (sanzione aumentata di 1/3), tasso superiore a 0,8 g/L (sanzioni aumentate da 1/3 alla metà).
Inoltre, in caso di rilevamento di un tasso alcolemico superiore a 1,5 g/L è prevista la revoca della patente; a tale regola non sono soggetti i neopatentati, gli autisti di taxi e NCC, per i quali la sanzione si applica in caso di recidiva nel corso di un triennio.
Il conducente di età inferiore a 18 anni che ha tasso alcolemico maggiore di zero ma non superiore a 0,5 g/L può conseguire la patente categoria B solo al compimento del diciannovesimo anno di età. Il conducente di età inferiore a 18 anni che ha tasso alcolemico maggiore di 0,5 g/L può conseguire la patente categoria B al compimento del ventunesimo anno di età.

## Guida in stato di alterazione psicofisica per uso di sostanze stupefacenti
L'articolo 187 Codice della strada prevede che "chiunque guida in stato di alterazione psicofisica dopo aver assunto sostanze stupefacenti o psicotrope è punito con l'ammenda da euro 1 500 a euro 6 000 e l'arresto da sei mesi a un anno." Inoltre, in caso di assunzione di sostanze stupefacenti, la legge prevede la sanzione amministrativa accessoria della sospensione della patente di guida da uno a due anni.